# Вольф-Рефельдт, Рут
Рут Вольф-Рефельдт (нем. Ruth Wolf-Rehfeldt, 8 февраля 1932 года, Вурцен, Гримма, Лейпциг, Саксония, Свободное государство Пруссия, Германия — 26 февраля 2024 года, Берлин, ФРГ) — немецкая художница, работала в жанре визуальной поэзии и мэйл-арт.

## Биография
С 1947 по 1950 год Мари Рут Вольф прошла обучение на офисного сотрудника. В 1950 году она переехала в Берлин и окончила рабочий факультет, после чего в течение года изучала философию в Университете имени Гумбольдта.
Вольф-Рефельдт работала офисным менеджером, выполняла машинописные работы стереотипного характера и по собственной инициативе занималась рисованием как художник-самоучка.
Рут Вольф-Рефельдт нашла работу в выставочном отделе Академии художеств и подрабатывала рисованием и живописью. В начале 1970-х годов она начала разрабатывать свою оригинальную графику для пишущей машинки (машинописный почерк) и участвовать в мэйл-арте своего мужа. В 1975 году она была принята кандидатом в Ассоциацию художников ГДР. С тех пор она подписывалась именем Рут Вольф-Рефельдт. Период между 1970-ми и 1990-ми годами принёс ей известность, свои произведения она называла «машинописными работами». Она практиковала маскировку: метко «стерилизованные» и пропитанные механической анонимностью, её знаки сопротивлялись отчуждению, чтобы передавать свободные сообщения и общаться открыто.
Мейл-арт позволил Вольф-Рефельдт общаться и устанавливать связи с художниками, живущими в разных странах, разделённых во время международной изоляции. Эти работы путешествовали по миру, отправляемые в виде открыток от Рут Вольф-Рефельдт из столицы ГДР Берлине в Западную и Восточную Европу, Северную Америку, Латинскую Америку, Азию, Новую Каледонию. Они не имели никаких правил и ограничений, кроме форматов и почтовых сборов для своего обращения, распространяясь бесплатно среди сообщества участников по подобно ризоматическим (корневым) маршрутам, произведения искусства избегали диктата цензуры и рынка, даже когда они проверяемы официальным надзором. Такие художественные письма работали как некоммерческое пространство для выставок, обмена и личной переписки.
В 1954 году она познакомилась с Робертом Рефельдтом, за которого вышла замуж год спустя. У пары есть сын Рене Рефельдт, родившийся в 1956 году. Он — сотрудник в Берлинском университете искусств, где руководит печатной мастерской.
В 1990 году она практически прекратила свою творческую деятельность. Коллекция её работ была представлена на выставке современного искусства «documenta» 14 2017 года.
В честь ее 80-летия в 2012 году Музей современного искусства Везербург в Бремене продемонстрировал все её творения в области машинописи. Издание ее лучших произведений также было опубликовано Лутцем Вольрабом. В 2015 году галерея «Черт» в Берлине организовала персональную выставку Рут Вольф-Рефельдт. В 2016 году была опубликована монография «Schrift Stücke», а также статьи в различных художественных журналах о её творчестве.
В 2017 году Рут Вольф-Рефельдт приняла участие в выставке documenta 14 в выставочном зале Neue Neue Galerie в Касселе.[4] В том же году работы Рут Вольф-Рефельдт экспонировались в Художественной галерее Мальмё и Центре современного искусства в Риге, в Доме художников в Осло, в Музее Барберини в Потсдаме и в Париже. В 2018 году состоялись персональные выставки в галерее Neue Meister (Albertinum) в Дрездене и в Национальной галерее Албании в Тиране, она также приняла участие в выставках в Bu.ndeskunsthalle в Бонне, Hamburger Bahnhof — Museum für Gegenwart в Берлине, Государственном музее Шверина и Бранденбургском государственном музее современного искусства во Франкфурте-на-Одере. В 2019 году её произведения экспонировались в коллекции семьи Браунсфельдер в Кельне и в Художественном союзе Ройтлингена. В 2020 году галерея Sprüth Magers выставила Рут Вольф-Рефельдт совместно с Ханне Дарбовен в Лондоне.
В 2021 году Рут Вольф-Рефельдт была удостоена премии Герхарда Альтенбурга, была организована выставка её работ в Княжеском дворце Резиденцшлосс (Музей Линденау) в Альтенбурге. В 2022 году она получила премию Ханны Хёх от федеральной земли Берлин, прошла её выставка в Купферстихкабинете в Берлине. В 2023 году Минский художественный музей в Потсдаме отметил заслуги Рут Вольф-Рефельдт, организовав обширную ретроспективу и праздничный ужин в Художественном музее Потсдама, который она с радостью посетила в возрасте 91 года.
Вольф-Рефельдт умерла в Берлине 26 февраля 2024 года в возрасте 92 лет.